# Valerio Millefoglie
Valerio Millefoglie (Bari, 1977) è uno scrittore e musicista italiano.

## Biografia
Unisce l'attività di scrittore a quella di musicista e performer. Dal suo "romanzo trasformista" Manuale per diventare Valerio Millefoglie sono stati tratti un reading eseguito nel tour Fuori dal tunnel di Caparezza e la canzone 14 gocce di Valium interpretata da Eugenio Finardi. 
Suoi scritti sono apparsi sul quotidiano La Repubblica, sulle riviste cartacee Il Venerdì, Linus, Rolling Stone, Il mucchio selvaggio, su vari magazine online e sul sito di Smemoranda. Dirige Archivio Magazine. 

## Opere principali

### Libri
- Scontrini: racconti in forma di acquisto (con Matteo B. Bianchi), Milano, Baldini & Castoldi Dalai, 2004
- Manuale per diventare Valerio Millefoglie, traduzione di Matteo Colombo [2], Milano, Baldini & Castoldi Dalai, 2005
- L'attimo in cui siamo felici, Torino, Einaudi, 2012
- Mondo piccolo. Spedizione nei luoghi in cui appena entri sei già fuori, Bari-Roma, Laterza, 2014
- Camera numero infinito: viaggio negli alberghi che non ho mai lasciato, Mantova, Corraini, 2016
- La comunione dell'aria, Solferino, 2021

### Album
- I miei amici immaginari (EMI, 2011)